# Svartbukslimia
Svartbukslimia (Limia melanogaster) är en fiskart som först beskrevs av Günther, 1866.  Svartbukslimia ingår i släktet Limia och familjen Poeciliidae. Inga underarter finns listade i Catalogue of Life.